# Agustín Perera
Agustín Perera Pérez, né à Séville (Espagne) le 16 août 1836, mort à Palencia (Espagne) le 12 juin 1870, était un matador espagnol.

## Présentation
Agustín Perera ne fut qu’un très modeste matador. Il prit l’alternative à Madrid (Espagne) le 24 octobre 1869, avec comme parrain Salvador Sánchez « Frascuelo ». Le 5 juin 1870, dans les arènes de Palencia, il fut gravement blessé par le taureau « Girón » de la ganadería de Don Fernando Guttiérez et mourut à l’hôpital de Palencia le 12 du même mois.